# Afrykańska Konfederacja Lekkoatletyczna
Confederation of African Athletics (CAA) (pl. Afrykańska Konfederacja Lekkoatletyczna) - międzynarodowa organizacja zrzeszająca narodowe związki lekkoatletyczne z krajów afrykańskich, która powstała w 1973. Główna kwatera znajduje się w Senegalu. CAA zajmuje się organizacją mistrzostw Afryki oraz szeregu mityngów na terenie kontynentu. Szefem konfederacji jest Hamad Kalkaba Malboum.

## Członkowie
| Region północny                   | Region północny                           |
| --------------------------------- | ----------------------------------------- |
| Algieria                          | Fédération Algérienne d'Athlétisme        |
| Libia                             | Libya Amateur Athletic Federation         |
| Maroko                            | Fédération Royale Marocaine d’Athlétisme  |
| Tunezja                           | Fédération Tunisienne d'Athlétisme        |
| Region zachodni                   |                                           |
| Benin                             | Fédération Béninoise d'Athlétisme Amateur |
| Republika Zielonego Przylądka     | Federação Caboverdiana de Atletismo       |
| Wybrzeże Kości Słoniowej          | Fédération Ivoirienne d'Athlétisme        |
| Gambia                            | The Gambia Athletics Association          |
| Ghana                             | Ghana Athletics Association               |
| Gwinea                            | Fédération Guinéenne d'Athlétisme         |
| Gwinea Bissau                     | Federacao de Atletismo da Guinea-Bissau   |
| Liberia                           | Liberia Track & Field Federation          |
| Mali                              | Fédération Malienne d'Athlétisme          |
| Mauretania                        | Federation d'Athletisme R.I Mauritanie    |
| Niger                             | Fédération Nigerienne d'Athlétisme        |
| Nigeria                           | Athletic Federation of Nigeria            |
| Senegal                           | Fédération Sénégalaise d'Athlétisme       |
| Sierra Leone                      | Sierra Leone Amateur Athletic Association |
| Togo                              | Fédération Togolaise d'Athlétisme         |
| Region wschodni                   |                                           |
| Dżibuti                           | Fédération Djiboutienne d'Athlétisme      |
| Egipt                             | Egyptian Athletic Federation              |
| Erytrea                           | Eritrean National Athletics Federation    |
| Etiopia                           | Ethiopian Athletic Federation             |
| Kenia                             | Athletics Kenya                           |
| Somalia                           | Somali Athletics Federation               |
| Sudan                             | Sudan Athletic Association                |
| Sudan Południowy                  | South Sudan Athletic Association          |
| Tanzania                          | Tanzania Amateur Athletic Association     |
| Uganda                            | Uganda Amateur Athletics Federation       |
| Region centralny                  |                                           |
| Burundi                           | Fédération d'Athlétisme du Burundi        |
| Republika Środkowoafrykańska      | Fédération Centrafricaine d'Athlétisme    |
| Demokratyczna Republika Konga     | Federation Congolaise d'Athletisme        |
| Czad                              | Federation Tchadienne d'Athletisme        |
| Kamerun                           | Fédération Camerounaise d'Athlétisme      |
| Demokratyczna Republika Konga     | Fédération d'Atlétisme du Congo           |
| Gambia                            | Fédération Gabonaise d'Athlétisme         |
| Gwinea Równikowa                  | Federacion Ecuatoguineana de Atletismo    |
| Rwanda                            | Fédération Rwandaise d'Athlétisme         |
| Wyspy Świętego Tomasza i Książęca | Federaçao Santomense de Atletismo         |
| Region południowy                 |                                           |
| Angola                            | Federacao Angolana de Atletismo           |
| Botswana                          | Botswana Athletics Association            |
| Eswatini                          | Eswatini Athletics Association            |
| Komory                            | Fédération Comorienne d'Athlétisme        |
| Lesotho                           | Lesotho Amateur Athletics Association     |
| Madagaskar                        | Federation Malagasy d'Athletisme          |
| Malawi                            | Athletics Association of Malawi           |
| Mozambik                          | Federaçao Moçambicana de Atletismo        |
| Mauritius                         | Athletics Mauritius                       |
| Namibia                           | Athletics Namibia                         |
| Południowa Afryka                 | Athletics South Africa                    |
| Seszele                           | Seychelles Athletics Federation           |
| Zambia                            | Zambia Amateur Athletic Association       |
| Zimbabwe                          | National Athletic Association of Zimbabwe |